# Outer Circle Line

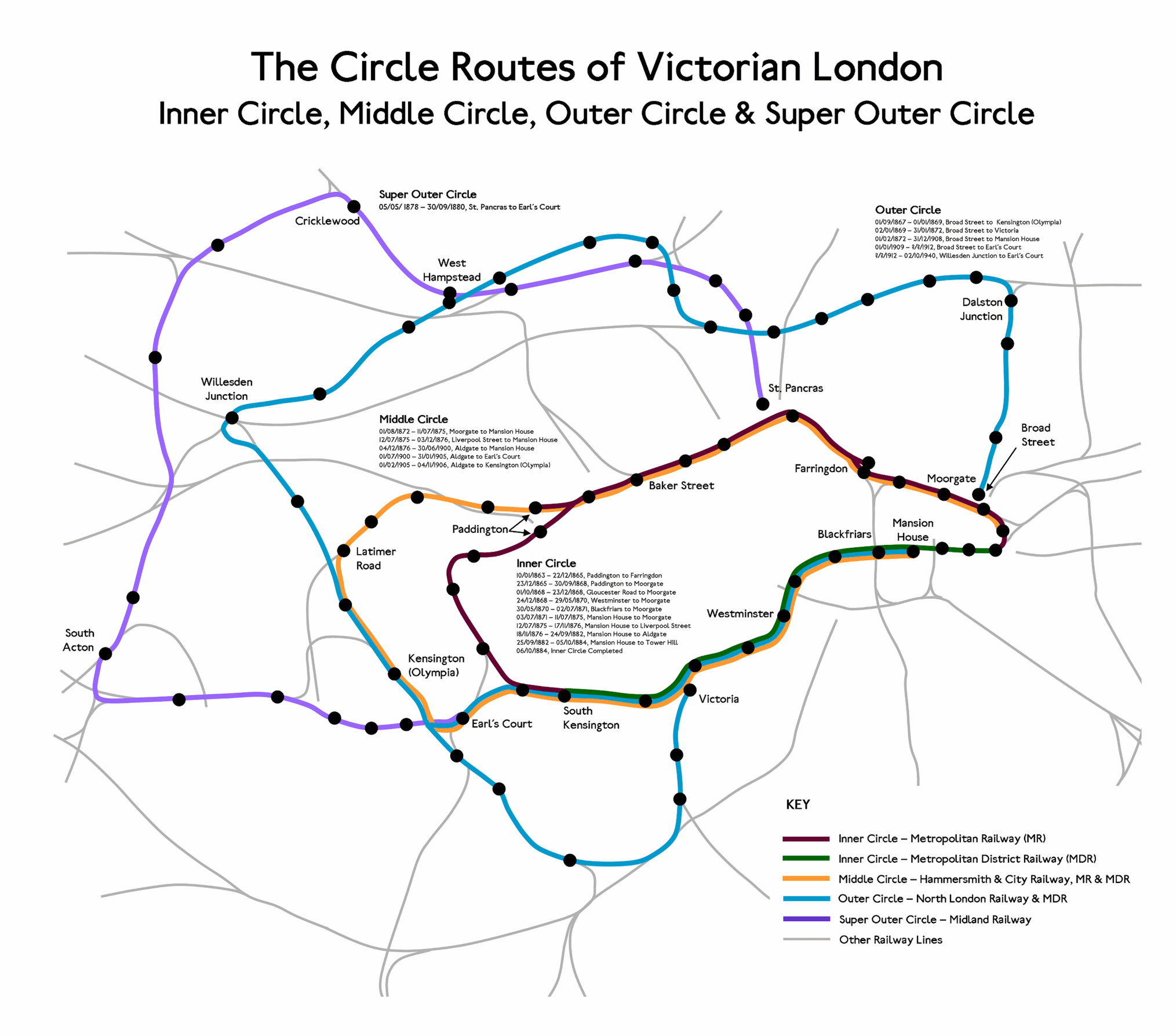
Outer Circle (en blau) i les altres rutes circulars.

Outer Circle Line fou una ruta de ferrocarril de Londres operada a finals del segle xix i a principis del segle xx per vies que ara pertanyen a Network Rail i que incloïa parts del Metro de Londres. Encara que no era ben bé un cercle o un circuit complet, la línia circumnavegava els suburbis del nord i el centre de la capital victoriana. El nom reflectava les seves similituds amb l'Inner Circle i Middle Circle amb els quals també compartia algunes vies.